# Термен, Лев Сергеевич
Лев Серге́евич Терме́н (фр. Léon Theremin; 16 [28] августа или 15 [27] августа 1896, Санкт-Петербург, Российская империя — 3 ноября 1993, Москва, Россия) — советский изобретатель, инженер-электромеханик, музыкант, физик-акустик. Создатель терменвокса (1920). Лауреат Сталинской премии I степени.

## Биография
Лев Термен родился в Санкт-Петербурге в дворянской православной семье с французскими гугенотскими корнями (по-французски родовая фамилия писалась как Theremin). Дата рождения по григорианскому календарю в разных источниках указана 28 или 27 августа 1896 года. Отец — известный юрист Сергей Эмильевич Термен, мать — Евгения Антоновна. Лев был первенцем в семье. Родители способствовали развитию способностей Льва: он брал уроки игры на виолончели, в квартире была оборудована физическая лаборатория, а затем и домашняя обсерватория. Льва отдали учиться в Петербургскую первую мужскую гимназию. Уже в третьем классе Лев заинтересовался физикой, а в четвёртом он демонстрировал «резонанс типа Тесла». Гимназию Лев окончил с серебряной медалью в 1914 году.

### Начало карьеры
В 1916 году окончил Петербургскую консерваторию по классу виолончели. Параллельно обучался на физико-математическом факультете Петроградского университета, где, в том числе, был слушателем лекций по физике приват-доцента А. Ф. Иоффе.
Со второго курса университета, в 1916 году, его призвали в армию и направили на ускоренную подготовку в Николаевское инженерное училище, а затем на офицерские электротехнические курсы. Революция застала его младшим офицером запасного электротехнического батальона, обслуживавшего Царскосельскую радиостанцию под Петроградом.
После Октябрьской революции 1917 года он продолжил работу на той же радиостанции, позже был направлен в военную радиолабораторию в Москве.
С 1920 года — студент физико-механического факультета Петроградского (Ленинградского) политехнического института, диплом защитил в мае 1926 года.

### Расцвет карьеры
В 1919 году Лев Термен стал заведующим лабораторией Физико-технического института в Петрограде. Его как специалиста по радиотехнике пригласил на работу к себе в институт А. Ф. Иоффе. Новому сотруднику была поставлена задача измерения диэлектрической постоянной газов при различных давлениях и температурах. Первый вариант измерительной установки Термена представлял собой генератор электрических колебаний на катодной лампе. Испытуемый газ в полости между металлическими пластинами был элементом колебательного контура — конденсатором, который влиял на частоту электрических колебаний. В процессе работы над повышением чувствительности установки возникла идея объединения двух генераторов, один из которых давал колебания определённой неизменной частоты. Сигналы от обоих генераторов подавались на катодное реле, на выходе которого формировался сигнал с разностной частотой. Относительное изменение разностной частоты от параметров испытуемого газа было намного больше. При этом, если разностная частота попадала в звуковой диапазон, то сигнал можно было принимать на слух.
В 1920 году на основе экспериментальной измерительной установки Лев Термен изобрёл электромузыкальный инструмент «Терменвокс», сделавший его впоследствии широко известным.
В марте 1922 была устроена демонстрация изобретений Термена в Кремле, на которой присутствовал Ленин. Термен представил устройство охранной сигнализации, терменвокс, объяснял принцип его работы, а Ленин пытался исполнить на терменвоксе «Жаворонка» Глинки.
Будучи весьма разносторонним человеком, Термен изобрёл множество различных автоматических систем (автоматические двери, автоматы освещения и т. д.) и систем охранной сигнализации. Параллельно, с 1923 года, научный сотрудник Государственного института музыкальной науки в Москве. В 1925—1926 годах изобрёл одну из первых телевизионных систем — «электрическое дальновидение» с делением изображения на 64 строки и размером экрана 1,5×1,5 метра, а затем с делением на 100 строк.
В 1927 году Термен получил приглашение на международную музыкальную выставку во Франкфурте-на-Майне. Доклад Термена и демонстрация его изобретений пользовались огромным успехом и принесли ему всемирную известность.

Успех его концерта на музыкальной выставке таков, что Термена засыпают приглашениями. Дрезден, Нюрнберг, Гамбург, Берлин провожают его овациями и цветами. Восторженны отзывы слушателей «музыки воздуха», «музыки эфирных волн», «музыки сфер». Музыканты отмечают, что идея виртуоза не скована инертным материалом, «виртуоз затрагивает пространства». Непонятность, откуда идёт звук, потрясает. Кто-то называет терменвокс «небесным» инструментом, кто-то «сферофоном». Поражает тембр, одновременно напоминающий и струнные, и духовые инструменты, и даже какой-то особенный человеческий голос, словно «выросший из далёких времён и пространств».

### Американский период
В 1928 году Термен, оставаясь советским гражданином, переехал в США. По приезде в США он запатентовал терменвокс и свою систему охранной сигнализации. Также он продал лицензию на право серийного выпуска упрощённой версии терменвокса компании RCA (Radio Corporation of America).
Лев Термен организовал компании Teletouch и Theremin Studio и арендовал в Нью-Йорке на 99 лет шестиэтажное здание для музыкально-танцевальной студии.
В 1931—1938 годах Термен был директором Teletouch Inc. Тогда же он разработал системы сигнализаций для тюрем Синг-Синг и Алькатрас.
Вскоре Лев Термен стал очень популярным в Нью-Йорке человеком. В его студии бывали Джордж Гершвин, Морис Равель, Яша Хейфец, Иегуди Менухин, Чарли Чаплин, Альберт Эйнштейн.
В круг его знакомых входили финансовый магнат Джон Рокфеллер, будущий президент США Дуайт Эйзенхауэр.
Лев Сергеевич развёлся со своей женой Екатериной Константиновой и 2 августа 1938 года женился на Лавинии Уильямс, танцовщице первого американского негритянского балета.

### Репрессии, работа на органы государственной безопасности
В 1938 году Термена отозвали в Москву. Он тайно уехал из США, оформив на имя владельца фирмы Teletouch Боба Зинмана доверенность распоряжаться его имуществом и управлять патентными и финансовыми делами. Термен хотел взять с собой в СССР и жену Лавинию, но ему сказали, что она приедет позже. Когда за ним пришли, Лавиния случайно оказалась дома, и у неё создалось впечатление, что мужа увели насильно.
В Ленинграде Термен безуспешно пытался устроиться на работу, потом переехал в Москву, но работу там также не нашёл.
В марте 1939 года его арестовали. Утверждалось, что он обвинялся в причастности к фашистской организации, согласно другой — в подготовке убийства Кирова, его якобы вынудили оговорить себя, что группа астрономов из Пулковской обсерватории готовилась поместить фугас в маятник Фуко, а Термен должен был послать из США радиосигнал и взорвать фугас, как только к маятнику подойдёт Киров. Однако материалы уголовного дела Термена не подтверждают эту версию — Термена обвиняли в «участии в контрреволюционной организации», но фактически обвинение сводилось к тому, что он в 1927 году уехал за границу и до 1938 года не возвращался в СССР. 15 августа 1939 года Особое Совещание при НКВД СССР приговорило Термена к восьми годам лагерей по статье 58-4 УК РСФСР («оказание помощи международной буржуазии в её враждебной деятельности против СССР»).
Первое время Термен отбывал срок в Магадане, работая бригадиром строительной бригады. Многочисленные рационализаторские предложения Термена привлекли к нему внимание администрации лагеря, и уже в 1940 году он был переведён в туполевское конструкторское бюро ЦКБ-29 (в так называемую «туполевскую шарагу»), где проработал около восьми лет. Здесь его ассистентом был Сергей Павлович Королёв, впоследствии — знаменитый конструктор космической техники. Одним из направлений деятельности Термена и Королёва была разработка беспилотных летательных аппаратов, управляемых по радио — прообразов современных крылатых ракет.
Одна из разработок Термена — подслушивающая система «Буран», считывающая с помощью отражённого инфракрасного луча вибрации стекла в окнах прослушиваемого помещения.
Другая разработка — эндовибратор «Златоуст», подслушивающее устройство без элементов питания и электроники на основе высокочастотного резонанса, проработавшее в кабинете американских послов незамеченным в течение семи лет. Подслушивающее устройство было вмонтировано в деревянное панно, изготовленное из ценных пород дерева, и изображающее Большую печать США. Панно было подарено в 1945 году приглашённому на празднование 20-летия пионерского лагеря «Артек» послу США Авереллу Гарриману, который повесил его в своём кабинете. Конструкция подслушивающего устройства оказалась настолько удачной, что при обследовании подарка американские спецслужбы ничего не заметили. «Жучок» был обнаружен в 1952 году, а после был представлен в ООН в качестве доказательства разведывательной деятельности СССР, однако принцип его действия ещё несколько лет оставался неразгаданным.
В 1947 году Термен был освобожден из заключения со снятием судимости, но продолжил работу в закрытых конструкторских бюро в системе НКВД СССР, где занимался, в частности, разработкой подслушивающих систем. В 1947 году за разработку подслушивающих систем был удостоен Сталинской премии I степени (в список, опубликованный в периодической печати, внесён не был).
В 1948 году у него и его жены Марии Гущиной рождаются две дочери — Наталья Термен и Елена Термен.

### Дальнейшие годы
В 1954 году Термен был реабилитирован.
В 1964—1967 годах он работал в лаборатории Московской консерватории, посвятив все силы разработке новых электромузыкальных инструментов, а также восстановлению всего того, что успел изобрести в 1930-е годы. По некоторым данным, в этот период Термен работал «на общественных началах», безвозмездно.
В 1967 году оказавшийся в консерватории музыкальный критик Гарольд Шонберг узнал во встреченном там человеке Льва Термена. Новость напечатали в газете The New York Times, и публикация «буржуазной прессы» вызвала негодование в СССР. Студию Термена закрыли, «все его инструменты изрубили топором и выбросили», из консерватории он был уволен (по другим сведениям — вышел на пенсию).
Не без труда Термен устроился на работу в лабораторию при Физическом факультете МГУ. В главном здании МГУ он проводил семинары для желающих послушать о его работах, изучить терменвокс; на семинары ходили всего несколько человек. Формально Термен числился на должности механика физического факультета МГУ, но фактически продолжал самостоятельные научные исследования. Активная научная деятельность Л. С. Термена продолжалась практически до самой его смерти.
В 1989 году состоялась поездка (вместе с дочерью Натальей) на фестиваль в городе Бурж (Франция).
В 1991 году вместе с дочерью Натальей и внучкой Ольгой он посетил США по приглашению Стэнфордского университета и там, помимо прочего, встретился с Кларой Рокмор.
Несмотря на многочисленные ходатайства, Термену не давали возможности полноценно работать и не разрешали открыть полноценную лабораторию в МГУ или другом учреждении. Спустя годы, чтобы как-то повлиять на ситуацию, Лев Термен решает вступить в партию, но ему отказывают. Только в марте 1991 года, когда Термену было 95 лет, его приняли в КПСС. Для того, чтобы вступить в партию, он окончил институт марксизма-ленинизма. По воспоминаниям некоторых знакомых Термена, на вопрос, зачем он вступает в разваливающуюся партию, Термен отвечал: «Я Ленину обещал».
В 1992 году неизвестные разгромили комнату-лабораторию на Ломоносовском проспекте (комната была выделена московскими властями по ходатайству В. С. Гризодубовой), были разбиты все его инструменты, выкрадена часть архивов. Милиция преступление не раскрыла.
В 1992 году в Москве был создан «Термен-центр», ставящий главной своей задачей поддержку музыкантов и звуковых художников, работающих в области экспериментальной электроакустической музыки. Лев Термен не имел никакого отношения к созданию центра, названного его именем, существует заявление на адрес ректора Консерватории, в котором Лев Термен просит не пользоваться его именем без спросу. Полноценной реакции от Консерватории не последовало.
Умер 3 ноября 1993 года. Как писали позднее газеты: «В девяносто семь лет Лев Термен ушёл к тем, кто составлял лицо эпохи — но за гробом, кроме дочерей с семьями и нескольких мужчин, несущих гроб, никого не было…»
Похоронен на Кунцевском кладбище в Москве.

## Адреса в Санкт-Петербурге — Петрограде — Ленинграде
- 1896—1923 — ул. Марата, 50[29][30]
- У Льва Термена в адресных книгах с 1925 по 1931 года указывался адрес «ул. Петра Лаврова, 32»[31].

## Наследие
Дочь Льва Термена, Наталья и правнук Пётр являются исполнителями и популяризаторами терменвокса.
Поклонником Термена является пионер электронной музыки Жан-Мишель Жарр. Жарр играет на терменвоксе на живых выступлениях, использует инструмент в композициях студийных альбомов. Фрагменты интервью Льва Термена использованы в композиции «Switch on Leon» Жарра и The Orb из альбома «Electronica 2: The Heart of Noise».
В честь Льва Термена назван фестиваль терменвокс-культуры «Терменология», который проходит с 2011 года в Москве и Санкт-Петербурге, фестиваль занимается популяризацией терменвокса, организаторы — дочь Льва Термена, Наталья Термен, внучка Маша Термен и правнук Петр Термен.
В 1989 году в Москве состоялась встреча Термена и английского музыканта Брайана Ино, который включил в свой альбом «Music For Films 3» композицию для терменвокса, записанную Михаилом Малиным и Лидией Кавиной.
В 2006 году пермский театр «У Моста» поставил спектакль «Термен» по пьесе чешского драматурга Петра Зеленки. Спектакль затрагивает самый интересный и драматичный период жизни Термена — работу в США.

## Семья
- Екатерина Павловна Константинова — сестра Б. П. Константинова, жена в первом браке (с 1921 года, детей не было);
- Лавиния Уильямс[англ.] — жена во втором браке (детей не было);
- Мария Фёдоровна Гущина — жена в третьем браке (с 1948 года);
  - Елена Термен (Угарова) — дочь;
    - двое сыновей;

  - Наталья Термен — дочь;
    - Ольга Термен — внучка;
    - Мария Термен — внучка;
      - Пётр Термен — правнук.

## Сочинения
- Термен Л. С. Физика и музыкальное искусство. — М., 1966.
- Термен Л. С. Рождение, детство и юность «терменвокса» // Радиотехника, 1972. — Т. 27. — № 9. — С. 109—111.
- Термен Л. С. Воспоминания об А. Ф. Иоффе. — Л., 1973.
- Термен Л. С. Многоголосный терменвокс // Материалы IV Всесоюзной научно-технической конференции по электромузыкальным инструментам, 1981. — Часть II.
- Термен Л. С., Королёв Л. Д. Электромузыкальный инструмент типа терменвокс: Авторское свидетельство № 1048503. — 1983.